# Klutiana insularis
Klutiana insularis är en stekelart som först beskrevs av Baltazar 1961.  Klutiana insularis ingår i släktet Klutiana och familjen brokparasitsteklar. Inga underarter finns listade i Catalogue of Life.